# Вільчковиці (Нижньосілезьке воєводство)
Вільчковиці (пол. Wilczkowice) — село в Польщі, у гміні Йорданув-Шльонський Вроцлавського повіту Нижньосілезького воєводства.
Населення — 330 осіб (2011).
У 1975-1998 роках село належало до Вроцлавського воєводства.

## Демографія
Демографічна структура станом на 31 березня 2011 року:
|          | Загалом | Допрацездатний вік | Працездатний вік | Постпрацездатний вік |
| -------- | ------- | ------------------ | ---------------- | -------------------- |
| Чоловіки | 168     | 38                 | 120              | 10                   |
| Жінки    | 162     | 37                 | 94               | 31                   |
| Разом    | 330     | 75                 | 214              | 41                   |